# 伊萨克种族灭绝

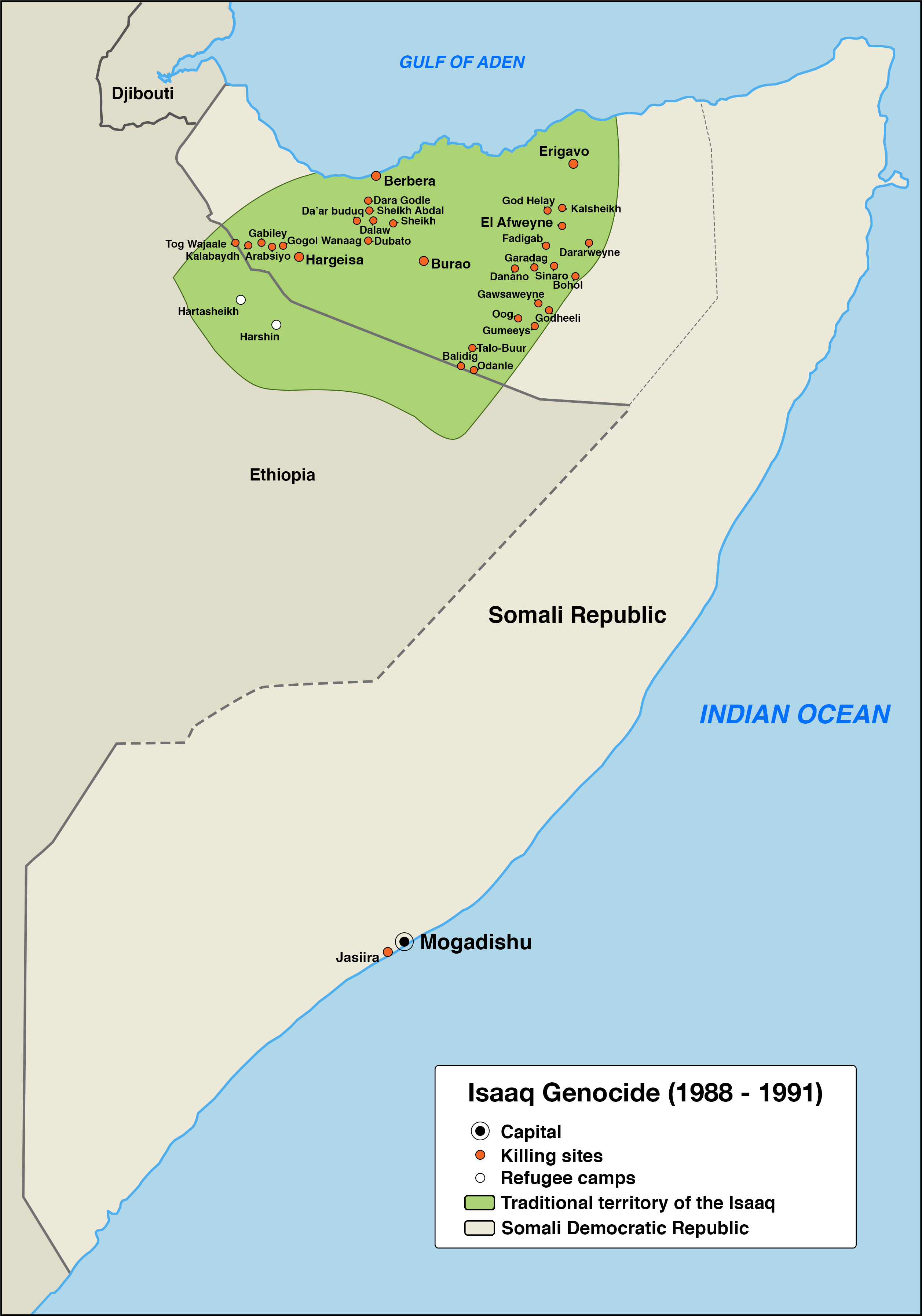
与伊萨克种族灭绝相关地点的地图

伊萨克种族灭绝（阿拉伯语：‎）或哈尔格萨大屠杀，是1987年至1989年索马里兰独立战争期间，穆罕默德·西亞德·巴雷独裁统治下的索馬里民主共和國对伊萨克族平民进行的系统性的、政府支持的种族灭绝。根据各种消息来源，在这场大屠杀中死亡的平民人数估计在5万到10万之间，而当地报道估计死亡的伊萨克平民总数多达20多万。种族灭绝还包括夷平并完全摧毁索马里共和国的第二大城市哈尔格萨（90%被摧毁）和第三大城市布拉奥（70%被摧毁），并造成多达该地区的50万名索马里人（主要是伊萨克部落）逃离自己的土地，越过边界来到埃塞俄比亚成了难民，这被称为“非洲有记录的最快、最大规模的强迫人口迁移之一”，促成了当时世界上最大的难民营的建立（1988年），另有40万人流离失所。破坏的规模导致哈尔格萨被称为“非洲的德累斯顿轰炸”。这些杀戮发生在索马里内战期间，被称为“被遗忘的种族灭绝”。